# Vuelta Independencia Nacional 2019
La 40.ª edición de la Vuelta Independencia Nacional se celebró entre el 25 y el 3 de marzo de 2019 con inicio en la ciudad de Santo Domingo y final en la ciudad de Santiago en República Dominicana. El recorrido planeado consistió de un total de 7 etapas sobre una distancia total de 937,1 km, de las cuales se corrieron 6 etapas, debido a la suspensión de la cuarta etapa por motivos de seguridad. La distancia total recorrida fue de 814,6 km.
La edición 2019 fue dedicada al periodista Héctor J. Cruz, Editor Deportivo del Listín Diario, quien fuera uno de los ideólogos de la primera versión de la Vuelta Independencia Nacional celebrada en 1979.
La carrera hizo parte del circuito UCI America Tour 2019 dentro de la categoría 2.2 y fue ganada por el ciclista colombiano Robinson Chalapud del Medellín. El podio lo completaron, español Óscar Sevilla y el colombiano Cristhian Montoya, también del Medellín.

## Equipos participantes
Tomaron la partida un total de 23 equipos, de los cuales 1 fue de categoría Profesional Continental, 3 de categoría Continental, 3 Selecciones regionales, 1 Selección nacional y 15 Equipos regionales y de clubes, quienes conformaron un pelotón de 135 ciclistas de los cuales terminaron 88. Los equipos participantes fueron:
| Equipo continental profesional- Team Novo Nordisk Equipos continentales (3)- Deprisa Team - Inteja Imca-Ridea DCT - Medellín Equipo nacional- Venezuela Equipos regionales y de clubes (14)- Aero Cycling Team - Arco Iris - Asocipe-Moca - Asodoci NY USA - Cedisan San Cristóbal - Club Fenix - ECC Santiago - EDA Evolution Cycling - Vélo Passion Caraïbe - F&F Solution Trans Oil - Goodbike Drink To Go - Marc Pro Cycling - Global Cycling Team - Team la Romana Unknown team category (4)- Selección Caribe - Selección Centroamérica - Selección Sur América - Team Saitel |
| |

## Recorrido
| Etapa     | Fecha     | Recorrido                                               | type                   | Distancia (km) | Ganador             | Líder             |
| --------- | --------- | ------------------------------------------------------- | ---------------------- | -------------- | ------------------- | ----------------- |
| 1.ª etapa | 25 de feb | Santo Domingo – San José de Ocoa                        | etapa escarpada        | 131,6          | Robinson Chalapud   | Robinson Chalapud |
| 2.ª etapa | 26 de feb | Santo Domingo – La Romana                               | etapa llana            | 117            | Jean Carlos Crispín | Robinson Chalapud |
| 3.ª etapa | 27 de feb | Santo Domingo Norte – Santo Domingo Norte               | etapa llana            | 144            | Jonathan Ogando     | Robinson Chalapud |
| 4.ª etapa | 28 de feb | Santo Domingo Norte – Monte Plata                       | etapa llana            | 122,5          | etapa suspendida    | Robinson Chalapud |
| 5.ª etapa | 1 de mar  | Monte Plata – San Francisco de Macorís                  | etapa escarpada        | 156            | Christofer Jurado   | Robinson Chalapud |
| 6.ª etapa | 2 de mar  | Moca – Constanza, República Dominicana                  | etapa de media montaña | 136            | Óscar Sevilla       | Robinson Chalapud |
| 7.ª etapa | 3 de mar  | Santiago de los Caballeros – Santiago de los Caballeros | etapa llana            | 130            | Sebastián Caro      | Robinson Chalapud |

Nota: 

## Clasificaciones finales
Las clasificaciones finalizaron de la siguiente forma:

### Clasificación general
| \| Clasificación general \| Clasificación general \| Clasificación general \| Clasificación general \| Clasificación general \| \| Ciclista \| Ciclista \| Equipo \| Tiempo \| \| \| --------------------- \| --------------------- \| --------------------- \| --------------------- \| --------------------- \| \| 1.º \| Robinson Chalapud \| Medellín \| 18 h 08 min 09 s \| \| \| 2.º \| Óscar Sevilla \| Medellín \| + 31 s \| \| \| 3.º \| Cristhian Montoya \| Medellín \| + 1 min 00 s \| \| \| 4.º \| Harold Tejada \| Medellín \| + 4 min 09 s \| \| \| 5.º \| Ismael Sánchez \| Aero Cycling Team \| + 6 min 27 s \| \| \| 6.º \| Albeiro Rabón \| Deprisa \| + 6 min 32 s \| \| \| 7.º \| Wilmar Jahir Pérez \| Deprisa \| + 6 min 33 s \| \| \| 8.º \| Miguel Luis Álvarez \| Inteja-Imca-Ridea DCT \| + 7 min 08 s \| \| \| 9.º \| Diego Montalvo \| Team Saitel \| + 7 min 13 s \| \| \| 10.º \| Ruben Urbano \| Team Saitel \| + 9 min 11 s \| \| |                     |                       |                  |
| |                     |                       |                  |
| |                     |                       |                  |
| Clasificación general |                     |                       |                  |
| Ciclista | Ciclista            | Equipo                | Tiempo           |
| 1.º | Robinson Chalapud   | Medellín              | 18 h 08 min 09 s |
| 2.º | Óscar Sevilla       | Medellín              | + 31 s           |
| 3.º | Cristhian Montoya   | Medellín              | + 1 min 00 s     |
| 4.º | Harold Tejada       | Medellín              | + 4 min 09 s     |
| 5.º | Ismael Sánchez      | Aero Cycling Team     | + 6 min 27 s     |
| 6.º | Albeiro Rabón       | Deprisa               | + 6 min 32 s     |
| 7.º | Wilmar Jahir Pérez  | Deprisa               | + 6 min 33 s     |
| 8.º | Miguel Luis Álvarez | Inteja-Imca-Ridea DCT | + 7 min 08 s     |
| 9.º | Diego Montalvo      | Team Saitel           | + 7 min 13 s     |
| 10.º | Ruben Urbano        | Team Saitel           | + 9 min 11 s     |

### Clasificación por puntos
| Clasificación por puntos | Clasificación por puntos | Clasificación por puntos | Clasificación por puntos | Clasificación por puntos |
| Ciclista                 | Ciclista                 | Equipo                   | Puntos                   |                          |
| ------------------------ | ------------------------ | ------------------------ | ------------------------ | ------------------------ |
| 1.º                      | Stephan Bakker           | Global Cycling Team      | 61 pts                   |                          |
| 2.º                      | Christofer Jurado        | Selección Centroamérica  | 56 pts                   |                          |
| 3.º                      | Steven Cuesta            | Deprisa                  | 50 pts                   |                          |
| 4.º                      | Óscar Sevilla            | Medellín                 | 49 pts                   |                          |
| 5.º                      | Deivy Capellan Almonte   | ECC Santiago             | 48 pts                   |                          |

### Clasificación de la montaña
| Clasificación de la montaña | Clasificación de la montaña | Clasificación de la montaña | Clasificación de la montaña | Clasificación de la montaña |
| Ciclista                    | Ciclista                    | Equipo                      | Puntos                      |                             |
| --------------------------- | --------------------------- | --------------------------- | --------------------------- | --------------------------- |
| 1.º                         | Cristhian Montoya           | Medellín                    | 28 pts                      |                             |
| 2.º                         | Rafael German Merán         | Aero Cycling Team           | 24 pts                      |                             |
| 3.º                         | Robinson Chalapud           | Medellín                    | 20 pts                      |                             |
| 4.º                         | Óscar Sevilla               | Medellín                    | 20 pts                      |                             |
| 5.º                         | Harold Tejada               | Medellín                    | 15 pts                      |                             |

### Clasificación de las metas volantes
| Clasificación de las metas volantes | Clasificación de las metas volantes | Clasificación de las metas volantes | Clasificación de las metas volantes | Clasificación de las metas volantes |
| Ciclista                            | Ciclista                            | Equipo                              | Puntos                              |                                     |
| ----------------------------------- | ----------------------------------- | ----------------------------------- | ----------------------------------- | ----------------------------------- |
| 1.º                                 | Christofer Jurado                   | Selección Centroamérica             | 18 pts                              |                                     |
| 2.º                                 | Diego Milán                         | Inteja-Imca-Ridea DCT               | 11 pts                              |                                     |
| 3.º                                 | Rafael German Merán                 | Aero Cycling Team                   | 10 pts                              |                                     |
| 4.º                                 | Michel De La Cruz                   | EDA Evolution Cycling               | 6 pts                               |                                     |
| 5.º                                 | Jorge Luis Martínez                 | Arco Iris                           | 6 pts                               |                                     |

### Clasificación de los jóvenes
| Clasificación del mejor joven | Clasificación del mejor joven | Clasificación del mejor joven | Clasificación del mejor joven | Clasificación del mejor joven |
| Ciclista                      | Ciclista                      | Equipo                        | Tiempo                        |                               |
| ----------------------------- | ----------------------------- | ----------------------------- | ----------------------------- | ----------------------------- |
| 1.º                           | Harold Tejada                 | Medellín                      | 18 h 12 min 18 s              |                               |
| 2.º                           | Diego Montalvo                | Team Saitel                   | + 3 min 04 s                  |                               |
| 3.º                           | Abner González                | Selección Caribe              | + 6 min 45 s                  |                               |
| 4.º                           | Luis López                    | Selección Centroamérica       | + 7 min 59 s                  |                               |
| 5.º                           | Richard Huera                 | Team Saitel                   | + 11 min 42 s                 |                               |

### Clasificación por equipos
| Clasificación por equipos | Clasificación por equipos | Clasificación por equipos | Clasificación por equipos |
| Equipo                    | Equipo                    | Tiempo                    |                           |
| ------------------------- | ------------------------- | ------------------------- | ------------------------- |
| 1.º                       | Medellín                  | 54 h 25 min 44 s          |                           |
| 2.º                       | Deprisa Team              | + 22 min 23 s             |                           |
| 3.º                       | Inteja Imca-Ridea DCT     | + 29 min 36 s             |                           |
| 4.º                       | Team Saitel               | + 29 min 54 s             |                           |
| 5.º                       | Aero Cycling Team         | + 32 min 08 s             |                           |

## Evolución de las clasificaciones
| Etapa                   | Vencedor                | Clasificación general | Clasificación por puntos | Clasificación de la montaña | Clasificación de las metas volantes | Clasificación de los jóvenes | Clasificación por equipos |
| ----------------------- | ----------------------- | --------------------- | ------------------------ | --------------------------- | ----------------------------------- | ---------------------------- | ------------------------- |
| 1.ª                     | Robinson Chalapud       | Robinson Chalapud     | Robinson Chalapud        | Robinson Chalapud           | Richard Huera                       | Abner González               | Medellín                  |
| 2.ª                     | Jean Carlos Crispín     | Robinson Chalapud     | Robinson Chalapud        | Robinson Chalapud           | Jorge Luis Martínez                 | Harold Tejada                | Medellín                  |
| 3.ª                     | Jonathan Ogando         | Robinson Chalapud     | Stephan Bakker           | Rafael Germán               | Jorge Luis Martínez                 | Harold Tejada                | Medellín                  |
| 4.ª                     | etapa suspendida        | Robinson Chalapud     | Stephan Bakker           | Rafael Germán               | Jorge Luis Martínez                 | Harold Tejada                | Medellín                  |
| 5.ª                     | Christofer Jurado       | Robinson Chalapud     | Stephan Bakker           | Rafael Germán               | Christofer Jurado                   | Harold Tejada                | Medellín                  |
| 6.ª                     | Óscar Sevilla           | Robinson Chalapud     | Óscar Sevilla            | Cristhian Montoya           | Christofer Jurado                   | Harold Tejada                | Medellín                  |
| 7.ª                     | Sebastián Caro          | Robinson Chalapud     | Stephan Bakker           | Cristhian Montoya           | Christofer Jurado                   | Harold Tejada                | Medellín                  |
| Clasificaciones finales | Clasificaciones finales | Robinson Chalapud     | Stephan Bakker           | Cristhian Montoya           | Christofer Jurado                   | Harold Tejada                | Medellín                  |

## UCI World Ranking
La Vuelta Independencia Nacional otorgó puntos para el UCI World Ranking para corredores de los equipos en las categorías Profesional Continental y Equipos Continentales. Las siguientes tablas muestran el baremo de puntuación y los 10 corredores que obtuvieron más puntos:
| Posición              | 1.º | 2.º | 3.º | 4.º | 5.º | 6.º | 7.º | 8.º | 9.º | 10.º |  |
| Clasificación general | 40  | 30  | 25  | 20  | 15  | 10  | 5   | 3   | 3   | 3    |  |
| Por etapa             | 7   | 3   | 1   |     |     |     |     |     |     |      |  |
| Líder                 | 1   |     |     |     |     |     |     |     |     |      |  |

| Clasificación |                     |                         |         |       |       |       |
| Posición      | Ciclista            | Equipo                  | General | Etapa | Líder | Total |
| ------------- | ------------------- | ----------------------- | ------- | ----- | ----- | ----- |
| 1.º           | Robinson Chalapud   | Medellín                | 40      | 7     | 6     | 53    |
| 2.º           | Óscar Sevilla       | Medellín                | 30      | 10    | -     | 40    |
| 3.º           | Cristhian Montoya   | Medellín                | 25      | 3     | -     | 28    |
| 4.º           | Harold Tejada       | Medellín                | 20      | 1     | -     | 21    |
| 5.º           | Ismael Sánchez      | Aero                    | 15      | -     | -     | 15    |
| 6.º           | Albeiro Rabón       | Deprisa                 | 10      | -     | -     | 10    |
| 7.º           | Jean Carlos Crispín | La Romana               | -       | 7     | -     | 7     |
| 8.º           | Jonathan Ogando     | Arco Iris               | -       | 7     | -     | 7     |
| 9.º           | Christofer Jurado   | Selección Centroamérica | -       | 7     | -     | 7     |
| 10.º          | Sebastián Caro      | Deprisa                 | -       | 7     | -     | 7     |